# Capnodis henningii
Capnodis henningii es una especie de escarabajo del género Capnodis, familia Buprestidae. Fue descrita científicamente por Faldermann en 1835.